# Похожі селяни
«Похо́жі» селяни — категорія феодальнозалежних селян на Русі-Україні, в Білій Русі і Литві в 15-16 ст., які мали право переходу. Переважну більшість "П."C. становили збіднілі селяни, які за користування землею платили феодалам натуральні та грошові данини. Формально будучи вільним, "П."C. юридично мали право розрахуватися з поміщиком і одержати від нього дозвіл на вихід. Однак більшість "П."C., потрапивши у феодальну залежність, ставала «непохожими» селянами, тобто кріпаками (див. Кріпосне право).